# Sociedad de Salvamento y Seguridad Marítima
Sociedad de Salvamento y Seguridad Marítima, znana również pod skrótem SASEMAR lub nieoficjalnie jako Salvamento Marítimo jest agencją rządową odpowiedzialną za bezpieczeństwo morskie na wodach Hiszpanii. Jej powstanie datuje się na 1992 rok. 
Głównym zadaniem Sociedad de Salvamento y Seguridad Marítima jest prowadzenie operacji poszukiwawczo-ratowniczych w obszarach odpowiedzialności przypisanych Hiszpanii, które obejmują ponad 1 500 000 km². Przypisuje się jej także inne zadania, takie jak walka z zanieczyszczeniem morza i kontrola ruchu morskiego, szczególnie w obszarach o dużym natężeniu ruchu, takich jak Cieśnina Gibraltarska i przylądek Finisterre. 

#### Jednostki wielofunkcyjne

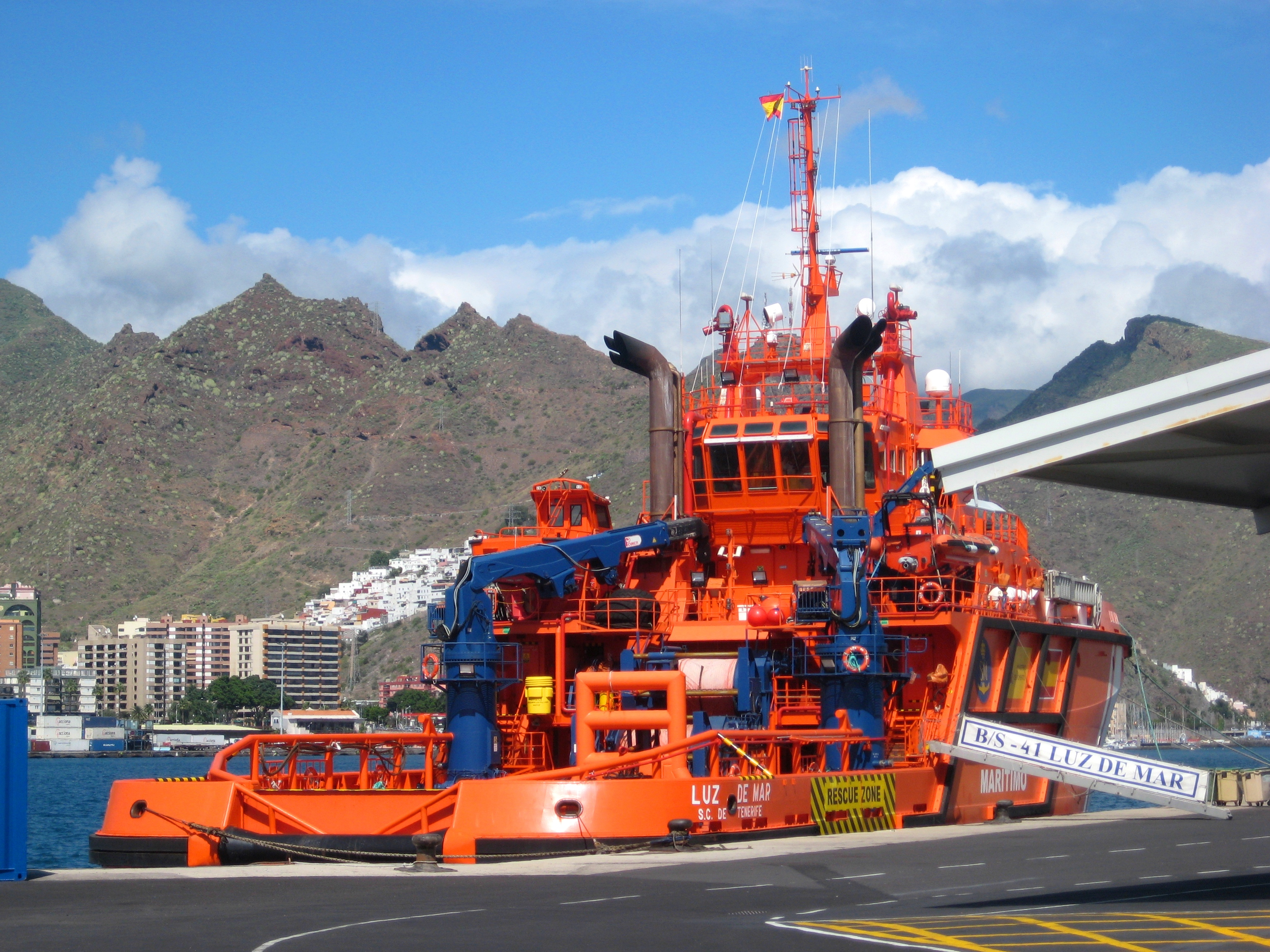
Wielofunkcyjny statek Luz de Mar, BS-41, w porcie Santa Cruz de Tenerife

#### Holowniki

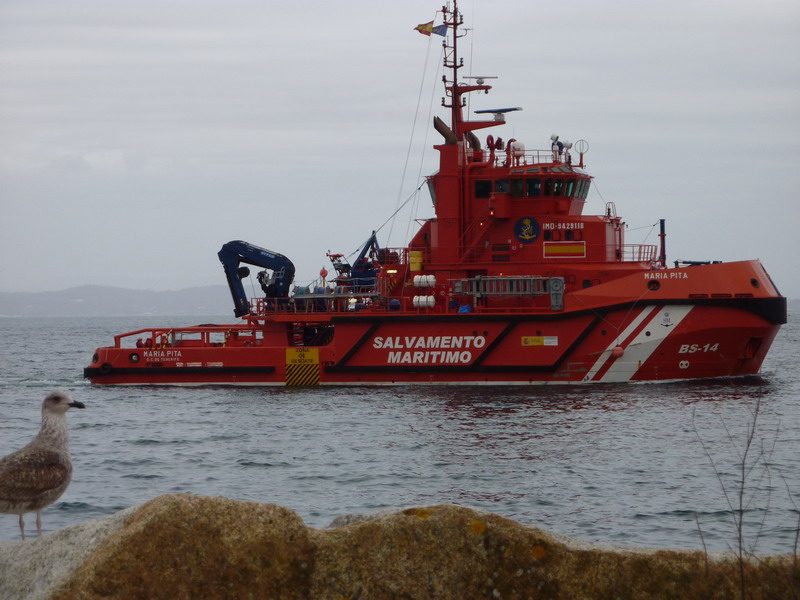
Holownik María Pita (BS-14)

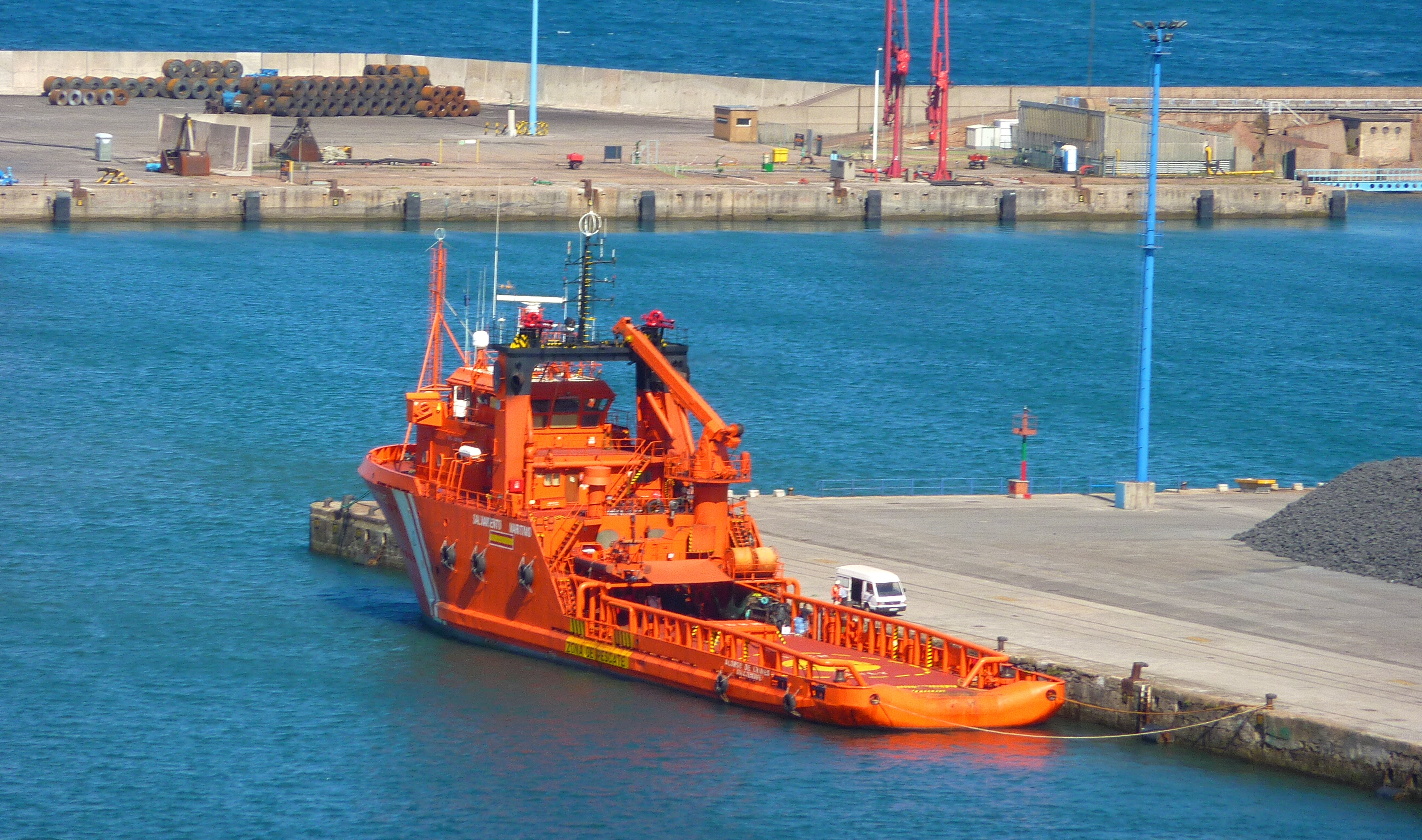
Holownik Alonso de Chaves (BS-12) w Gijón

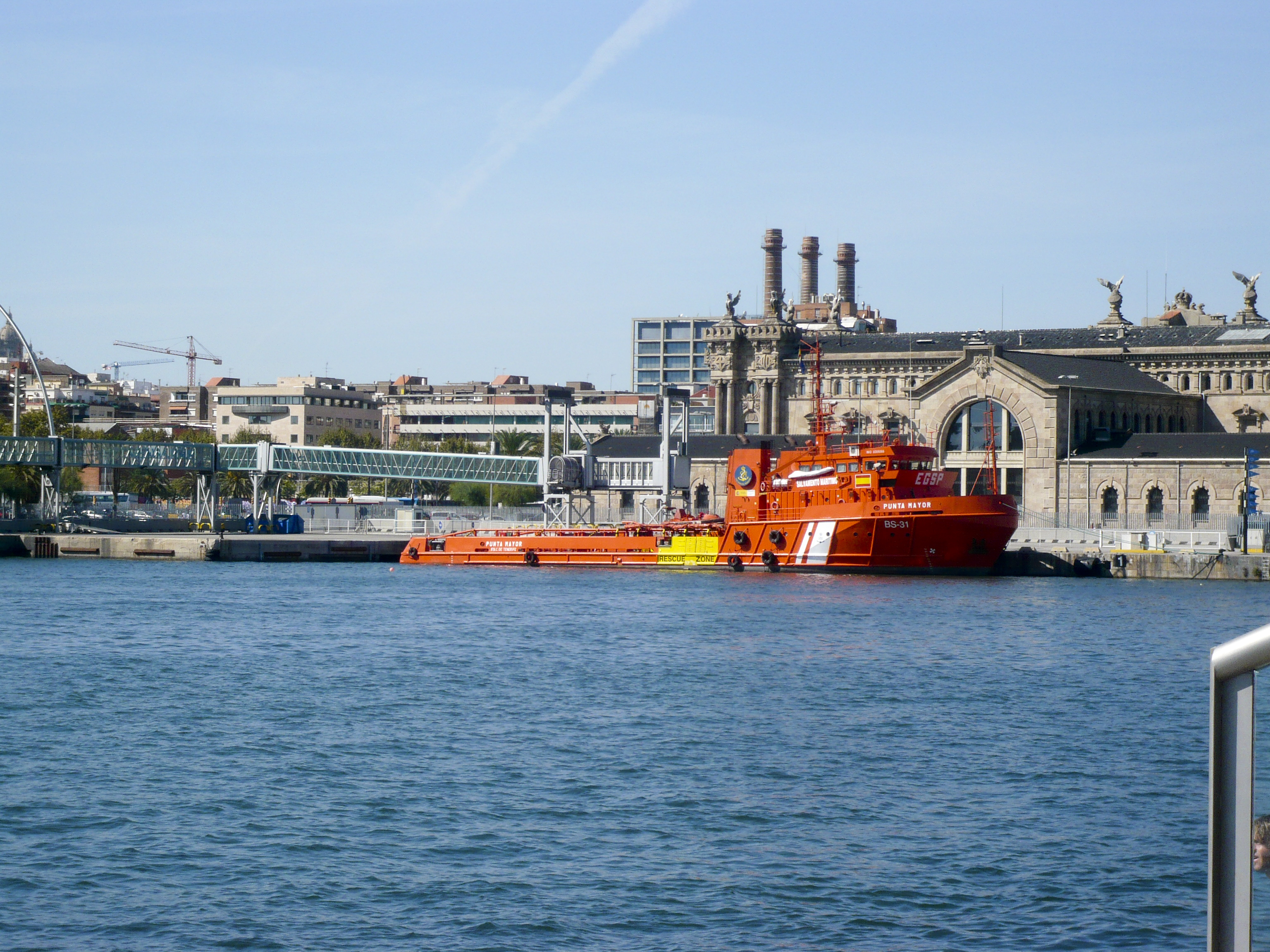
Holownik Punta Mayor (BS-31) w Barcelonie

## Historia
Pierwszą organizacją zajmującą się ratownictwem na morzu w Hiszpanii była Sociedad Española de Salvamento de Náufragos, której początki datuje się na 1880 rok. Była ona pod silnym wpływem sukcesu brytyjskiej Royal National Lifeboat Institution. Podobnie jak brytyjski odpowiednik, została utworzona przez ochotników i była zarządzana lokalnie, bez agencji koordynującej działania poszukiwawczo-ratownicze.  
W grudniu 1971 roku w biuletynie organizacji podano, że od momentu jej powstania, na 18 791 rozbitków uratowano 16 723 osoby. 
Po latach organizacja ta zaprzestała działalności, a jej rolę przejęła Armada Española i państwowa spółka Remolques Marítimos SA w ratownictwie na otwartym morzu oraz Czerwony Krzyż w ratownictwie na plażach i wybrzeżach. 
W 1979 roku władze hiszpańskie ratyfikowały w Hamburgu Konwencję Międzynarodową o poszukiwaniu i ratownictwie morskim SAR 79, która weszła w życie w 1985 roku. Umowa ta definiuje konieczność organizacji sieci centrów odpowiedzialnych za koordynację zasobów ludzkich i materialnych na potrzeby realizacji misji ratowniczych. 
Marynarka Wojenna z firmą Remolques Marítimos SA jako jedynymi podmiotami zajmującymi się ratownictwem morskim w Hiszpanii, o łącznej długości 7880 km linii brzegowej i obszarze odpowiedzialności morskiej ponad 1 500 000 km², nie miały wystarczających środków, aby spełnić wymogi tej umowy. W 1989 roku opublikowano Plan Nacional de Salvamento (dosł. Narodowy Plan Ratownictwa) dotyczący budowy dwóch centrów koordynacji ratownictwa i krajowego centrum koordynacji, a także wynajmu pierwszych statków i śmigłowców w celu zapewnienia środków do przyszłej Sociedad de Salvamento y Seguridad Marítima. 
Sociedad de Salvamento y Seguridad Marítima została utworzona 24 listopada 1992 roku wraz z uchwaleniem Ley 27/92 de Puertos del Estado y de la Marina Mercante (dosł. Prawa o Portach Państwowych i Marynarce Handlowej).  
Agencja odpowiada za cztery obszary odpowiedzialności za poszukiwanie i ratowanie powierzone jej przez Międzynarodową Organizację Morską (IMO), którymi są: Atlántico, Canarias, Estrecho i Mediterráneo.  

## Centra ratownicze

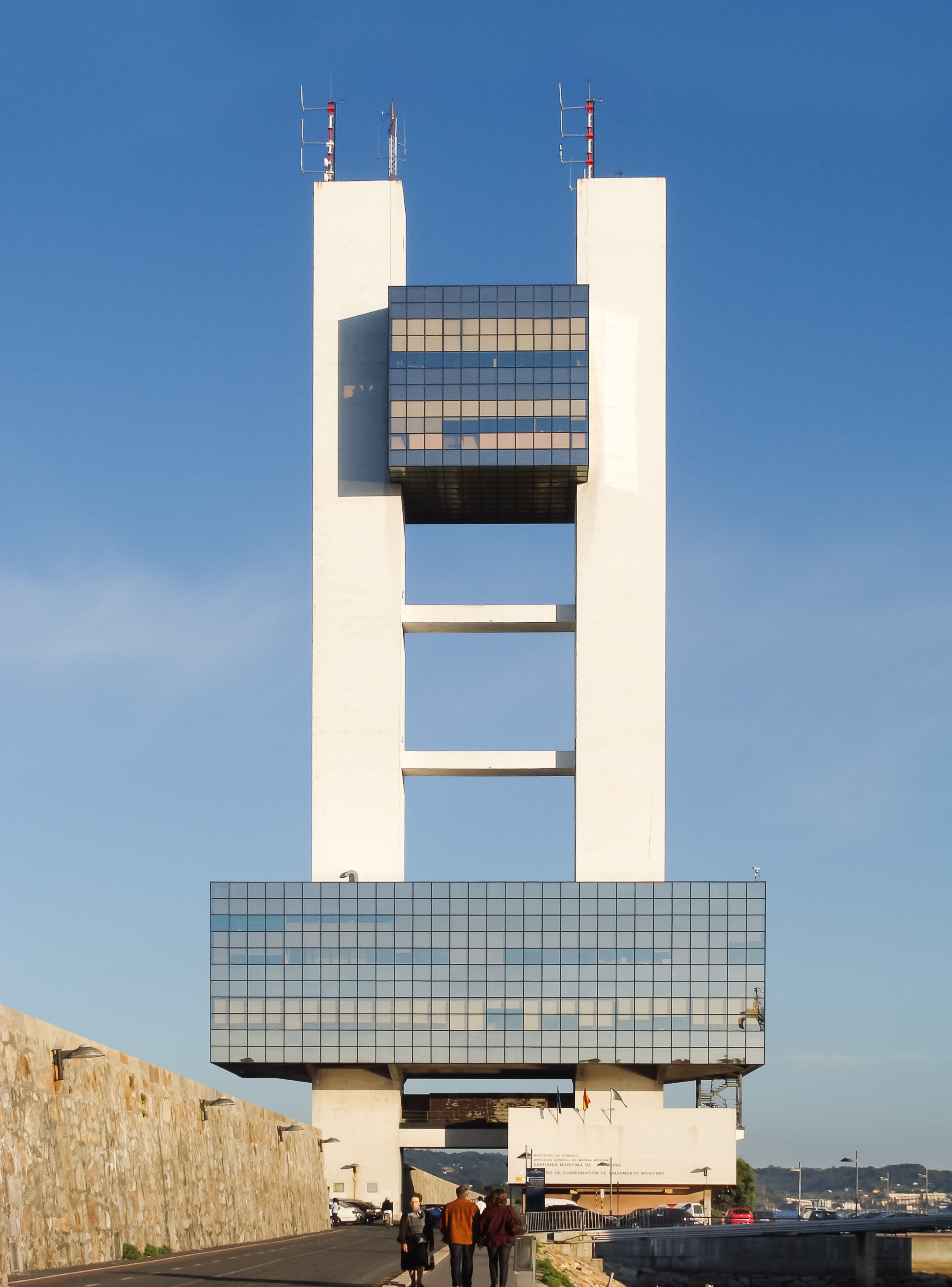
Wieża Centrum Koordynacyjnego w A Coruña

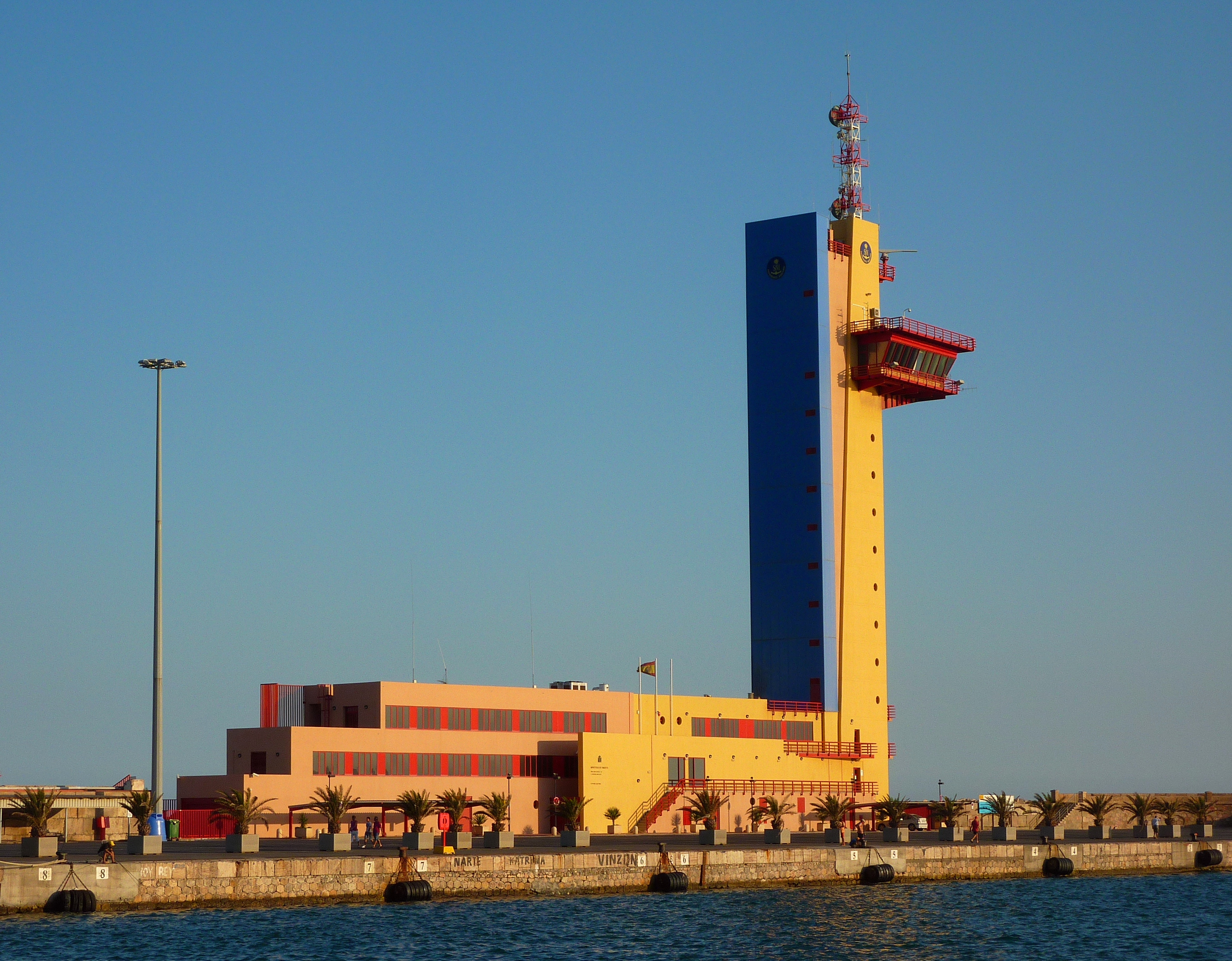
Centrum Koordynacyjne w Almeríi

Sociedad de Salvamento y Seguridad Marítima ma w sumie 21 centrów koordynacji. Są one podzielone na Krajowe Centrum Koordynacji Ratownictwa (CNCS) z siedzibą w Madrycie oraz dwadzieścia Centrów Koordynacji Ratownictwa (CCS):
- Ratownicze centra koordynacyjne w rejonie atlantyckim
  - CCS Vigo
  - CCS Finisterre
  - CCS La Coruña
  - CCS Gijón
  - CCS Santander
  - CCS Bilbao
- Ratownicze centra koordynacyjne w rejonie Wyspach Kanaryjskich
  - CCS Las Palmas
  - CCS Tenerife
- Ratownicze centra koordynacyjne w rejonie Cieśniny Gibraltarskiej
  - CCS Algeciras
  - CCS Tarifa
  - CCS Cádiz
  - CCS Huelva
- Ratownicze centra koordynacyjne w rejonie Morza Śródziemnego
  - CCS Barcelona
  - CCS Tarragona
  - CCS Castellón
  - CCS Valencia
  - CCS Palma
  - CCS Cartagena
  - CCS Almería

## Jednostki ratownicze

### Jednostki morskie[11][12]
Sociedad de Salvamento y Seguridad Marítima posiada cztery jednostki wielofunkcyjne, dziesięć holowników, cztery łodzie ratownicze, pięćdziesiąt pięć szybkich łodzi ratowniczych. 

#### Jednostki wielofunkcyjne[14][15]
| Nazwa               | Kod   | Rok  | Moc KM   | Uciąg t | Długość m | Strefa                |
| ------------------- | ----- | ---- | -------- | ------- | --------- | --------------------- |
| Luz de Mar          | BS-41 | 2005 | 2 x 5145 | 128     | 56        | Cieśnina Gibraltarska |
| Miguel de Cervantes | BS-21 | 2005 | 2 x 5145 | 128     | 56        | Wyspy Kanaryjskie     |
| Don Inda            | BS-11 | 2006 | 4 x 4000 | 228     | 80        | Atlantyk              |
| Clara Campoamor     | BS-32 | 2007 | 4 x 4000 | 228     | 80        | Morze Śródziemne      |

#### Holowniki[16]
| Nazwa            | Kod   | Rok  | Moc KM | Uciąg t | Długość m | Strefa                              |
| ---------------- | ----- | ---- | ------ | ------- | --------- | ----------------------------------- |
| Maria Pita       | BS-14 | 2007 | 5500   | 60      | 39,7      | Galicia (Rías Bajas)                |
| Maria Zambrano   | BS-22 | 2007 | 5500   | 60      | 39,7      | Zatoka Kadyksu                      |
| Maria de Maeztu  | BS-13 | 2008 | 5500   | 60      | 39,7      | Kantabria                           |
| Marta Mata       | BS-33 | 2008 | 5500   | 60      | 39,7      | Baleary                             |
| Sar Mastelero    | BS-23 | 2010 | 5500   | 60      | 39,7      | Południowa część Morza Śródziemnego |
| Sar Gavia        | BS-15 | 2010 | 5500   | 60      | 39,7      | Galicja (Rías Altas)                |
| Sar Mesana       | BS-34 | 2010 | 5500   | 60      | 39,7      | Levante                             |
| Alonso de Chaves | BS-12 | 1987 | 8640   | 105     | 63        | Kantabria                           |
| Punta Salinas    | BS-42 | 1982 | 8800   | 98      | 63        | Wyspy Kanaryjskie                   |
| Punta Mayor      | BS-31 | 1984 | 8000   | 81      | 60        | Północna część Morza Śródziemnego   |

#### Łodzie ratownicze[17]
Znane jako „Guardamares”, są to cztery łodzie wyprodukowane przez Auxiliar Naval del Principado a grupy Astilleros Armón. 

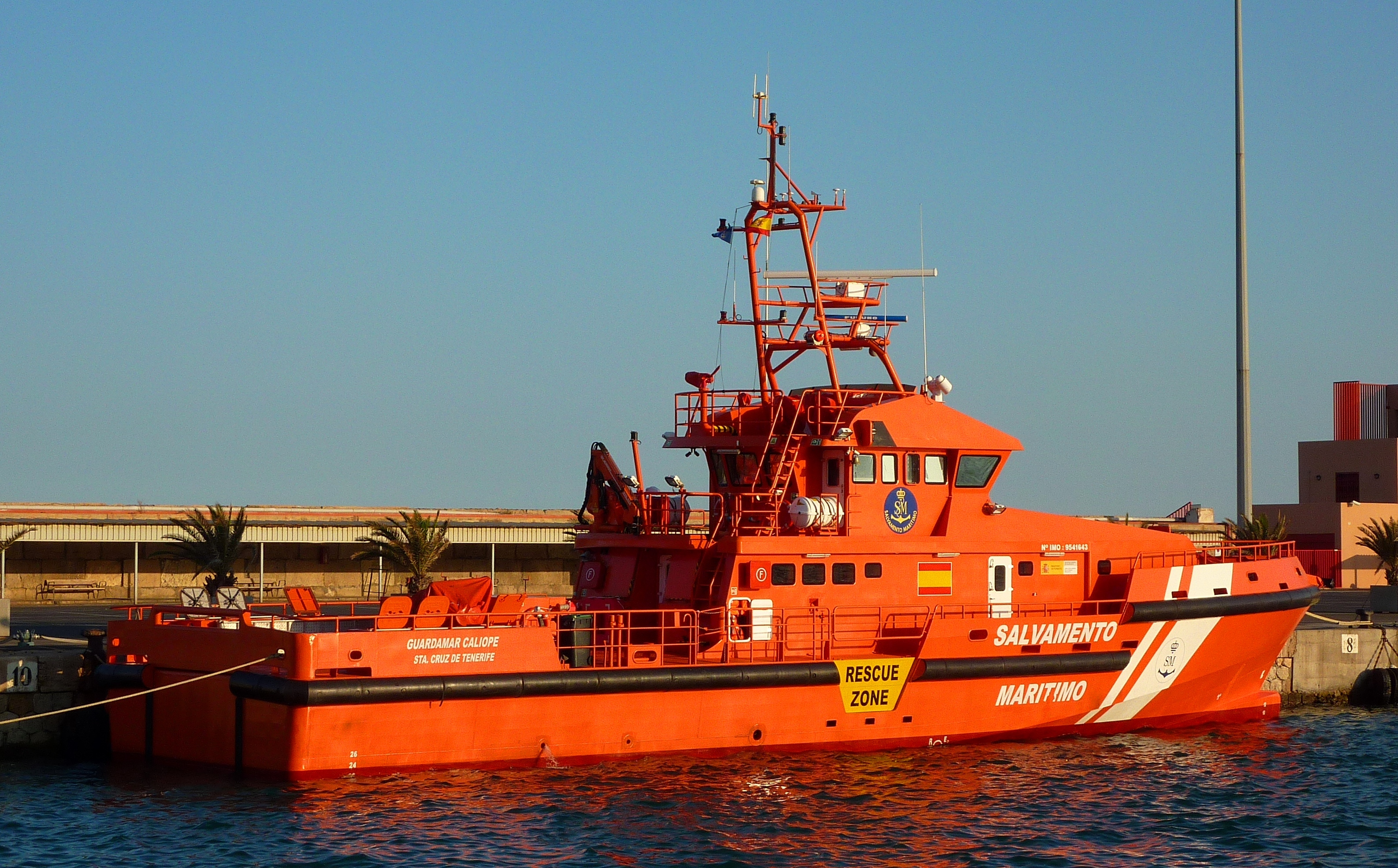
Szybka łódź interwencyjna Guardamar Calíope (G-40) w porcie Almeria w Almerii

| Nazwa                       | Kod  | Rok  | Moc KM   | Załoga | Długość m | Baza                   |
| --------------------------- | ---- | ---- | -------- | ------ | --------- | ---------------------- |
| Guardamar Calliope          | G-40 | 2008 | 2 x 1740 | 6      | 32        | Burriana               |
| Guardamar Concepción Arenal | G-10 | 2009 | 2 x 1740 | 6      | 32        | La Coruña              |
| Guardamar Polimnia          | G-30 | 2009 | 2 x 1740 | 8      | 32        | Motril                 |
| Guardamar Talía             | G-20 | 2009 | 2 x 1740 | 8      | 32        | Santa Cruz de Tenerife |

#### Szybkie łodzie ratownicze[17][18]
Znane jako „Salvamares”, to łącznie pięćdziesiąt pięć jednostek, które osiągają duże prędkości (około trzydzieści węzłów), rozmieszczone są wzdłuż całego wybrzeża Hiszpanii. Istnieją dwa rodzaje statków Salvamares; Alusafe 2000, 20 lub 21 metrów długości, i Alusafe 1500, 15 metrów długości. Obie klasy zostały zaprojektowane przez spółkę Maritime Partner AS z Ålesund w Norwegii, która zbudowała pierwsze pięć jednostek SASEMAR Alusafe 1500, pozostałe w tej klasie i wszystkie Alusafe 2000 wyprodukowane zostały w Hiszpanii na licencji, zgodnie z umową podpisaną w lutym 1992 r. przez stocznię Auxiliar Naval del Principado, należącą do grupy Astilleros Armón. 

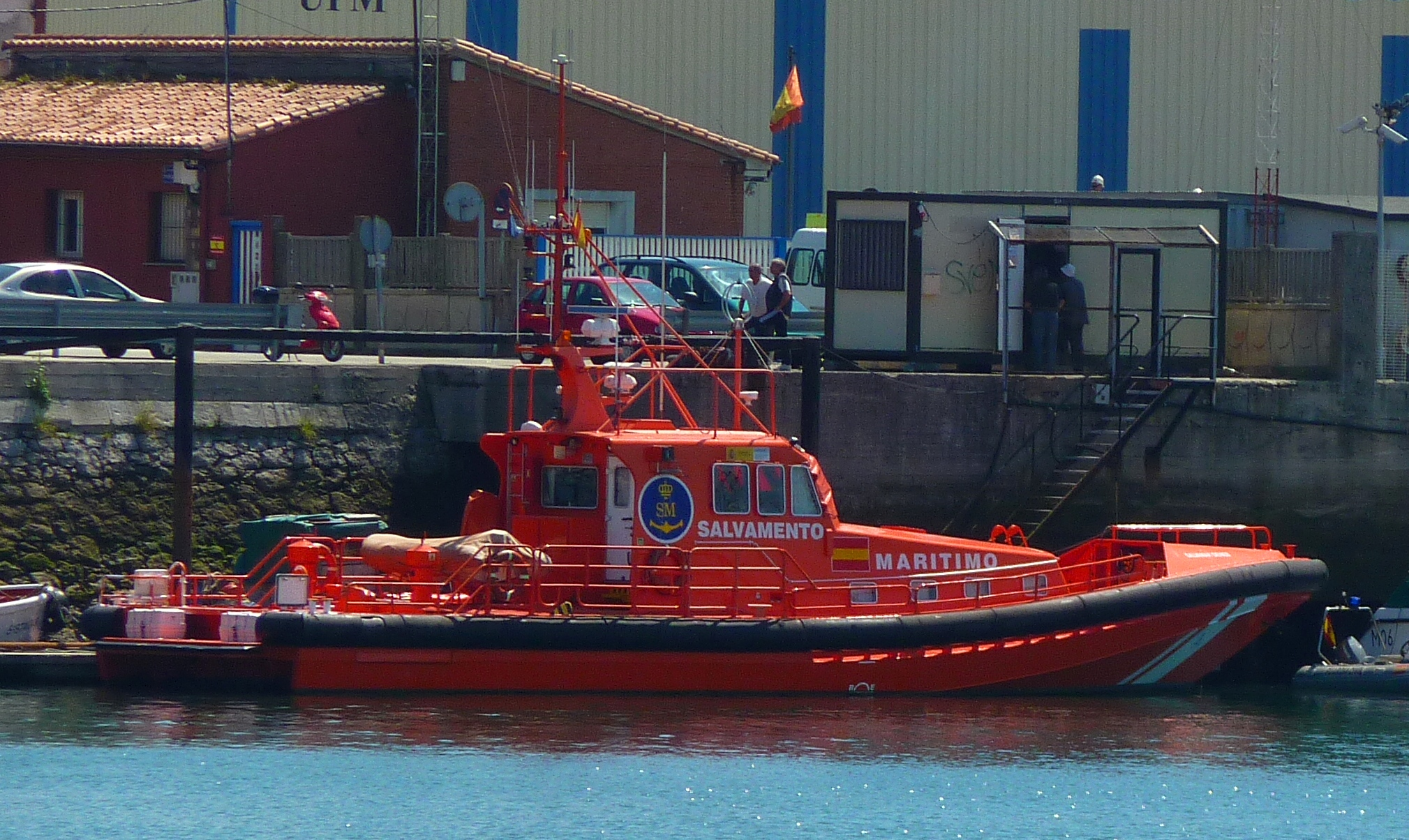
Salvamar Deneb

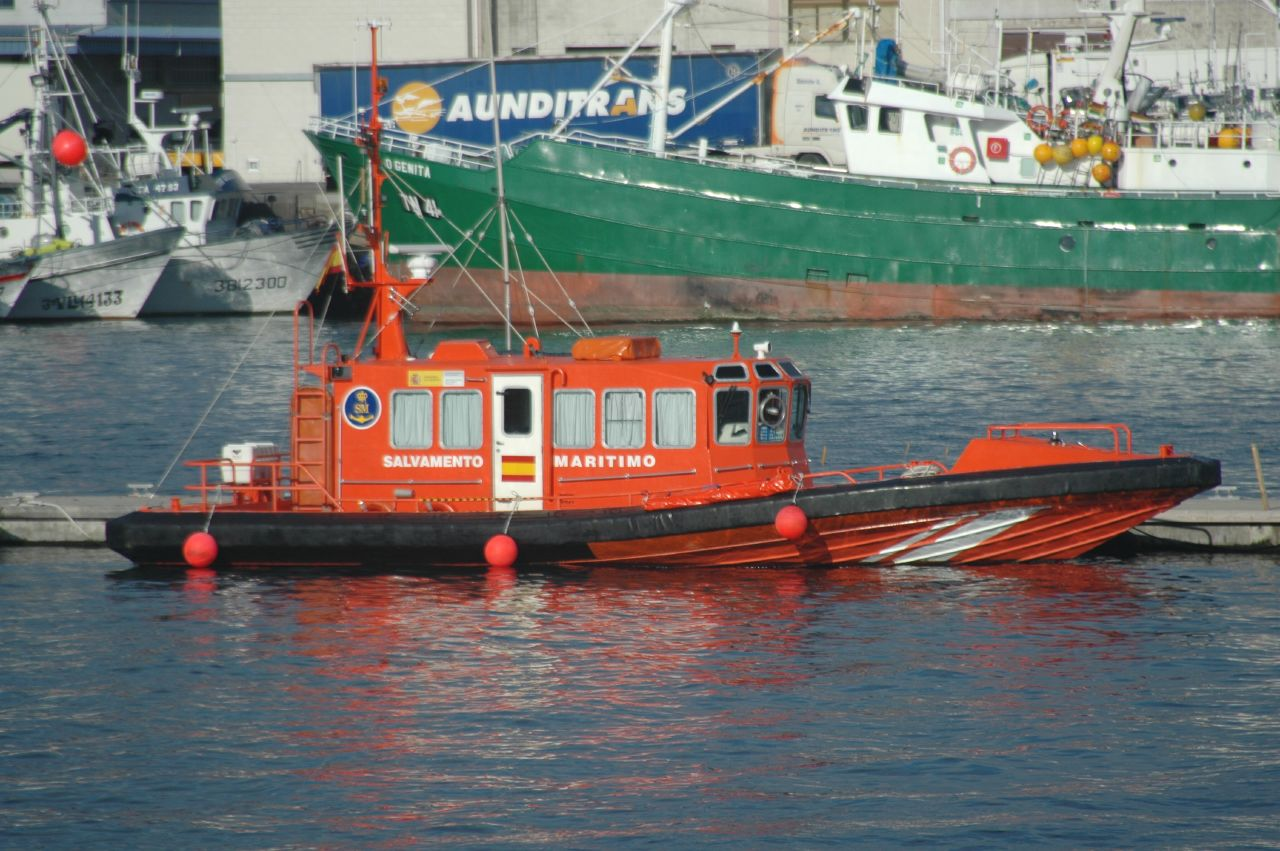
Salvamar Sargadelos

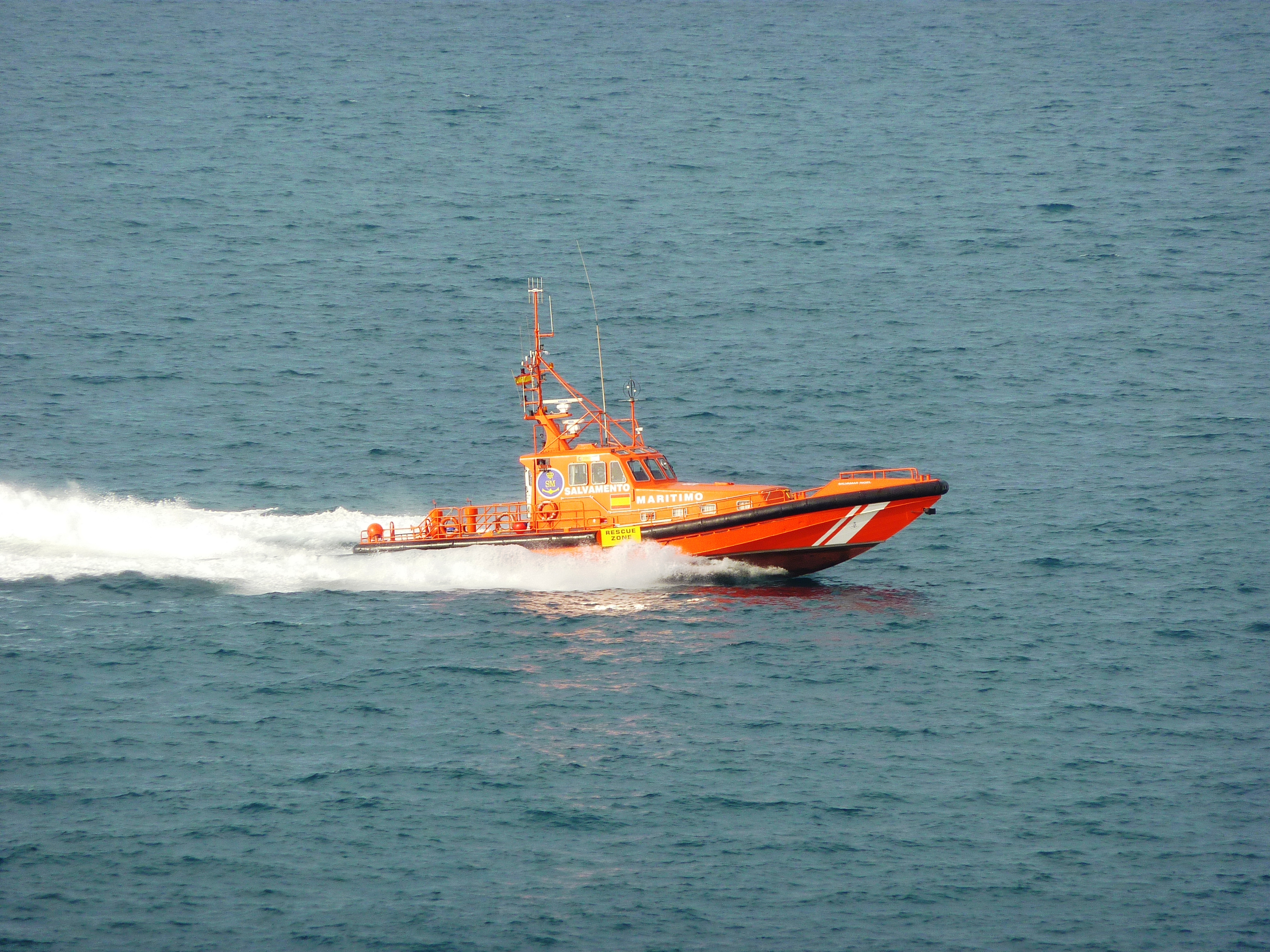
Salvamar Rigel

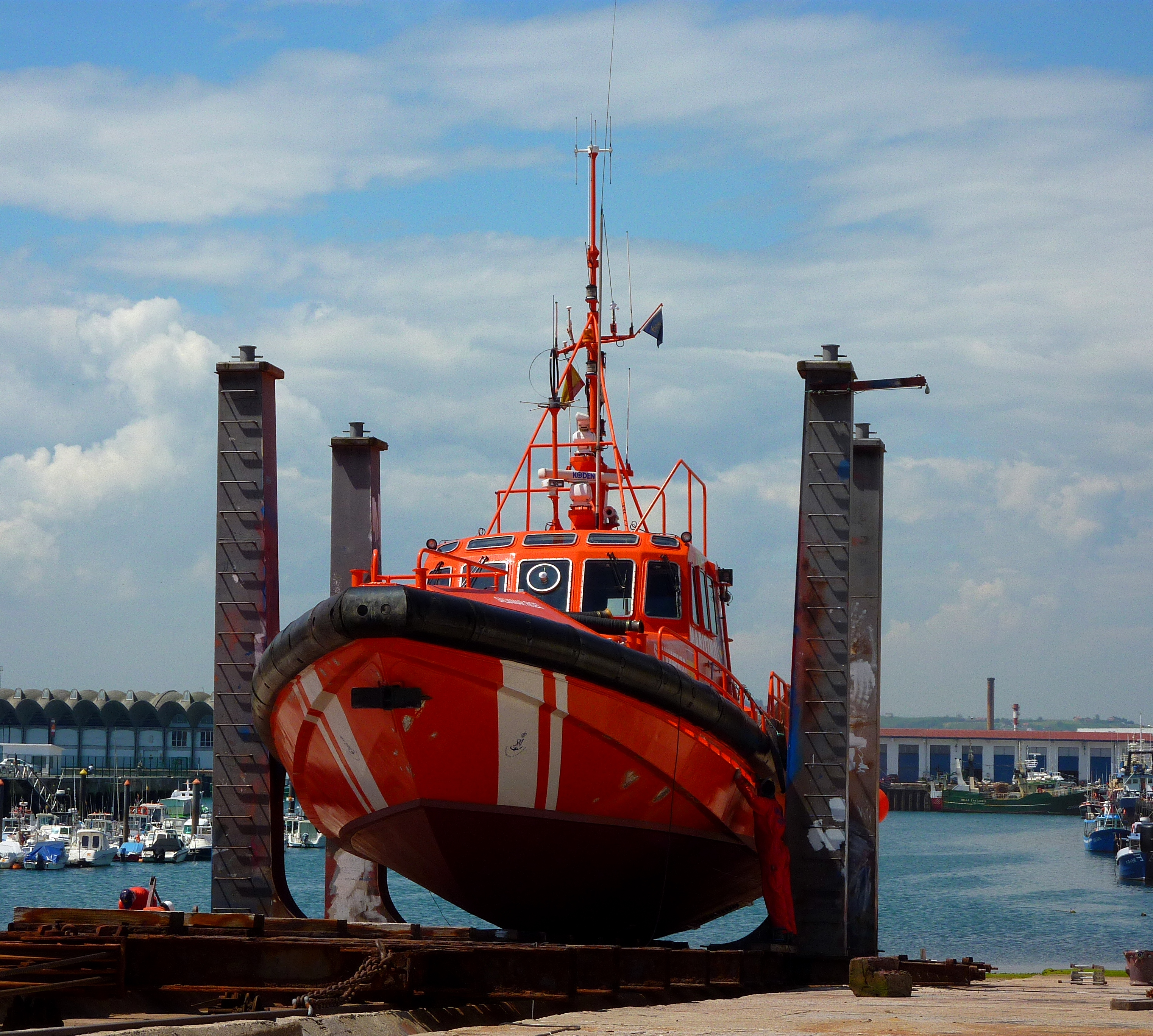
Salvamar Rigel na slipie

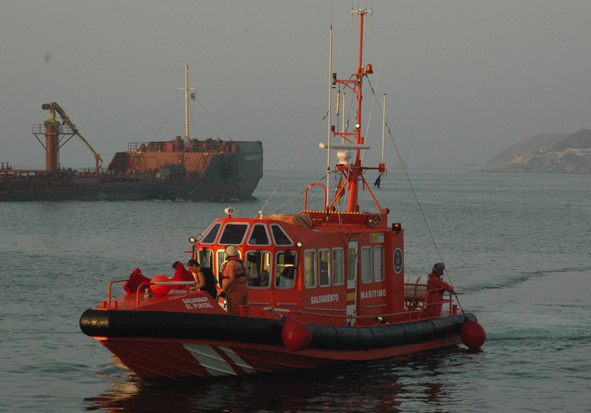
Salvamar El Puntal

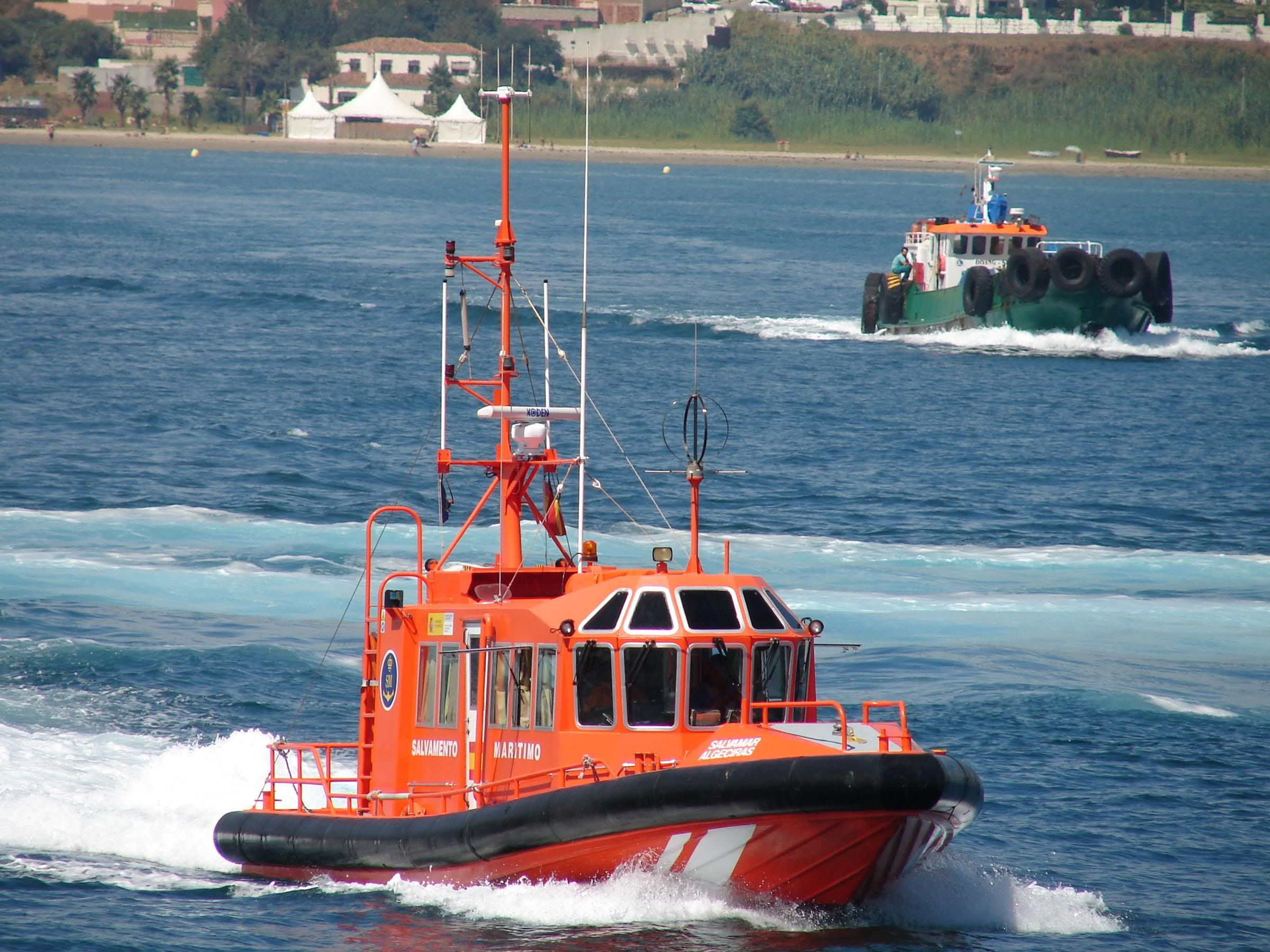
Salvamar Algeciras

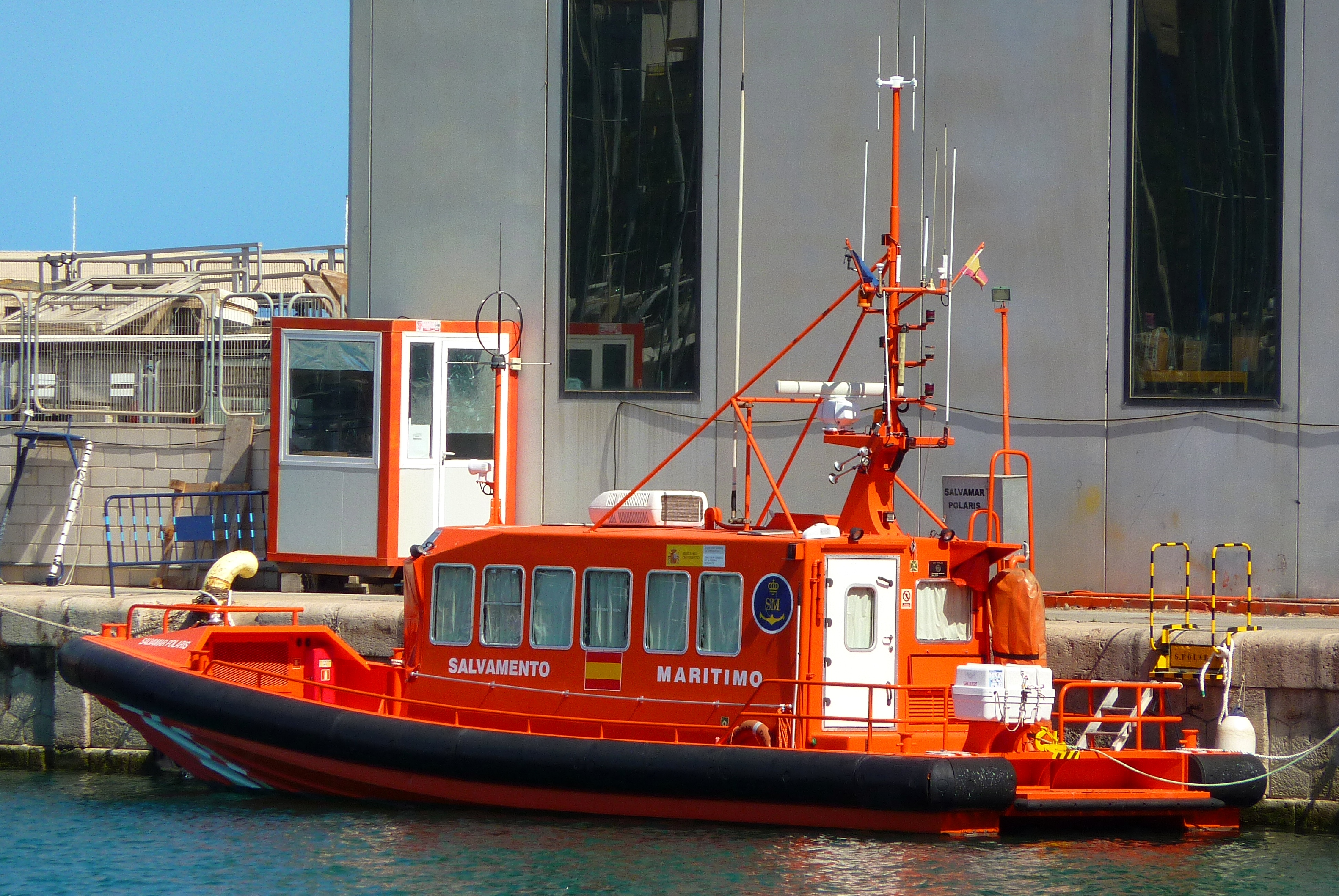
Salvamar Polaris w Alicante

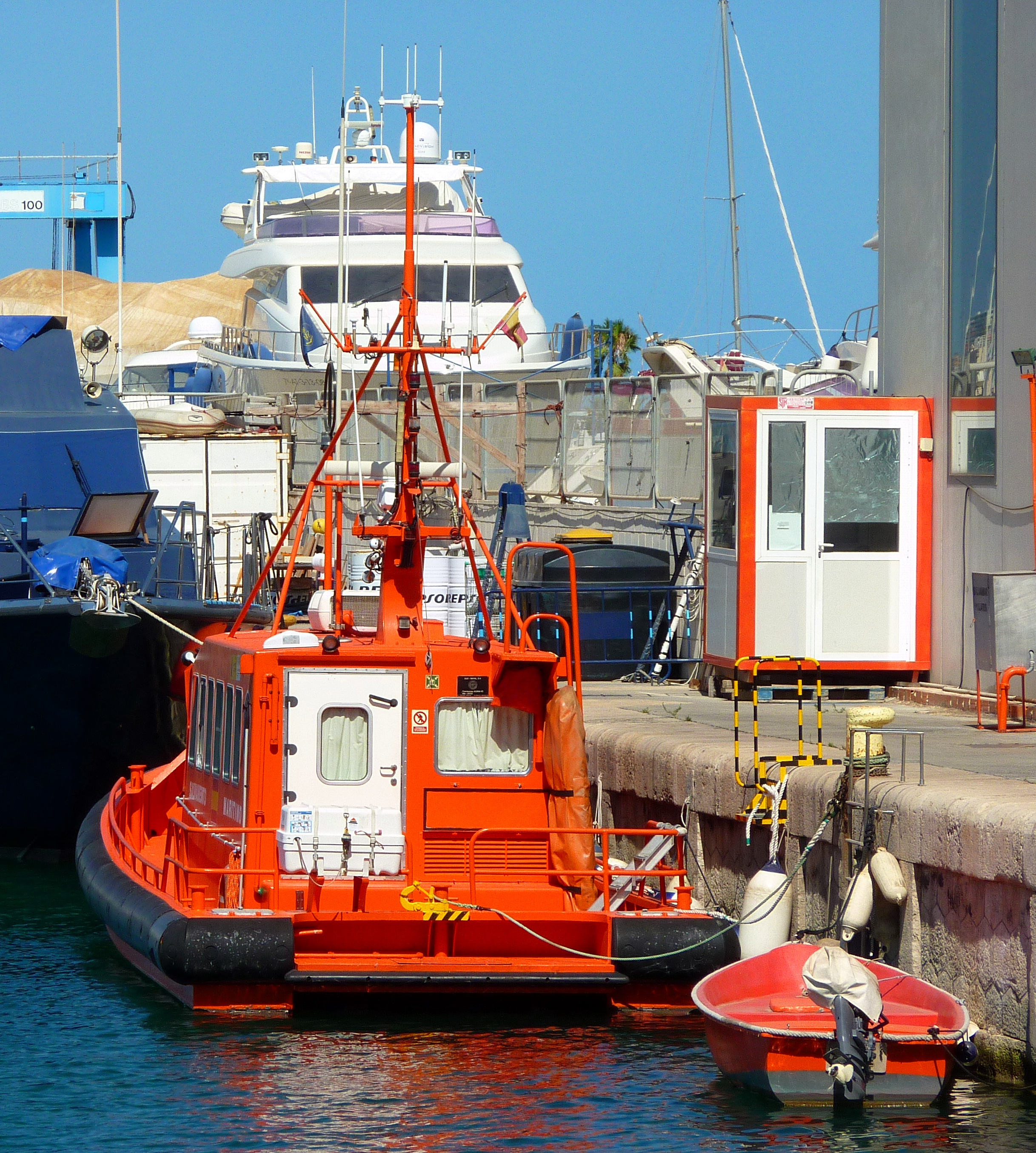
Widziany od rufy Salvamar Polaris

Strefa Atlantycka
| Nazwa        | Rok  | Moc KM   | Załoga | Długość m | Baza              |
| ------------ | ---- | -------- | ------ | --------- | ----------------- |
| Orion        | 1999 | 2 x 1300 | 3      | 20        | Pasajes           |
| Monte Gorbea | 1992 | 2 x 450  | 3      | 15        | Bermeo            |
| Alycone      | 2008 | 2 x 1400 | 3      | 21        | Bilbao            |
| Deneb        | 2001 | 2 x 1400 | 3      | 21        | Santander         |
| Sant Carles  | 1991 | 2 x 450  | 3      | 15        | Llanes            |
| Rigel        | 2000 | 2 x 1300 | 3      | 20        | Gijón             |
| Capella      | 2002 | 2 x 1400 | 3      | 21        | Luarca            |
| Alioth       | 2007 | 2 x 1400 | 3      | 21        | Burela            |
| Shaula       | 2001 | 2 x 1400 | 3      | 21        | Cariño            |
| Betelgeuse   | 2016 | 2 x 1400 | 3      | 21        | La Coruña         |
| Altair       | 2000 | 2 x 1400 | 3      | 21        | Camariñas         |
| Regulus      | 2003 | 2 x 1400 | 3      | 21        | Puerto del Son    |
| Sargadelos   | 1995 | 2 x 450  | 3      | 15        | Riveira           |
| Mirach       | 2002 | 2 x 1400 | 3      | 21        | Cangas de Morrazo |

Wyspy Kanaryjskie
| Nazwa      | Rok  | Moc KM   | Załoga | Długość m | Baza                       |
| ---------- | ---- | -------- | ------ | --------- | -------------------------- |
| Alphard    | 2005 | 2 x 1400 | 4      | 21        | Santa Cruz de La Palma     |
| Adhara     | 2006 | 2 x 1400 | 4      | 21        | La Restinga                |
| Canopus    | 1993 | 2 x 525  | 3      | 15        | San Sebastián de la Gomera |
| Alboran    | 1996 | 2 x 1250 | 3      | 20        | San Juan                   |
| Alpheratz  | 2006 | 2 x 1400 | 4      | 21        | Los Cristianos             |
| Tenerife   | 1995 | 2 x 1250 | 3      | 20        | Santa Cruz de Tenerife     |
| Menkalinan | 2006 | 2 x 1400 | 4      | 21        | Arguineguín                |
| Nunki      | 2002 | 2 x 1400 | 3      | 21        | Las Palmas de Gran Canaria |
| Mizar      | 2004 | 2 x 1400 | 4      | 21        | Great Tarajal              |
| Al Nair    | 2010 | 2 x 1360 | 3      | 21        | Arrecife                   |

Strefa Cieśniny Gibraltarskiej
| Nazwa     | Rok  | Moc KM   | Załoga | Długość m | Baza      |
| --------- | ---- | -------- | ------ | --------- | --------- |
| Alkaid    | 2004 | 2 x 1400 | 4      | 21        | Mazagón   |
| Suhail    | 2008 | 2 x 1400 | 3      | 21        | Cádiz     |
| Gadir     | 1996 | 2 x 1250 | 3      | 20        | Barbate   |
| Arcturus  | 2016 | 2 x 1400 | 3      | 21        | Tarifa    |
| Atria     | 2009 | 2 x 1360 | 3      | 21        | Ceuta     |
| Alcor     | 1998 | 2 x 610  | 3      | 15        | Melilla   |
| Denebola  | 2005 | 2 x 1400 | 4      | 21        | Algeciras |
| Vega      | 2000 | 2 x 610  | 4      | 15        | Estepona  |
| Alnitak   | 2007 | 2 x 1400 | 4      | 21        | Malaga    |
| El Puntal | 1993 | 2 x 525  | 3      | 15        | Caleta    |
| Hamal     | 2006 | 2 x 1400 | 4      | 21        | Motril    |

Strefa śródziemnomorska
| Nazwa          | Rok  | Moc KM   | Załoga | Długość m | Baza                     |
| -------------- | ---- | -------- | ------ | --------- | ------------------------ |
| Spica          | 2016 | 2 x 1400 | 3      | 21        | Almeria                  |
| Algenib        | 2002 | 2 x 1400 | 3      | 21        | Garrucha                 |
| Mimosa         | 2008 | 2 x 1400 | 3      | 21        | Kartagena                |
| Mirfak         | 2001 | 2 x 1400 | 3      | 21        | Alicante                 |
| Diphda         | 2001 | 2 x 450  | 3      | 15        | Jávea                    |
| Pollux         | 2001 | 2 x 1400 | 3      | 21        | Valencia                 |
| Sabik          | 2007 | 2 x 1400 | 3      | 21        | Burriana                 |
| Achernar       | 2009 | 2 x 1400 | 3      | 21        | Sant Carles de la Rápita |
| Fomalhaut      | 2017 | 2 x 1400 | 3      | 21        | Taragona                 |
| Polaris        | 2000 | 2 x 610  | 3      | 15        | Alicante                 |
| Mintaka        | 2009 | 2 x 1360 | 3      | 21        | Barcelona                |
| Sirius         | 2000 | 2 x 1300 | 3      | 20        | Palamós                  |
| Cástor         | 2000 | 2 x 610  | 3      | 15        | Rosas                    |
| Alnilam        | 2007 | 2 x 1400 | 3      | 21        | Puerto de la Selva       |
| Markab         | 2002 | 2 x 1400 | 3      | 21        | Ibiza                    |
| Acrux          | 2003 | 2 x 1400 | 3      | 21        | Puerto Portals           |
| Saiph          | 2009 | 2 x 1360 | 3      | 21        | Alcudia                  |
| Illes Pitiuses | 1995 | 2 x 450  | 3      | 15        | Portocolom               |
| Antares        | 1999 | 2 x 1300 | 3      | 20        | Mahón                    |
| Aldebarán      | 1993 | 2 x 610  | 3      | 15        | Ciudadela                |

### Jednostki powietrzne[11][12]

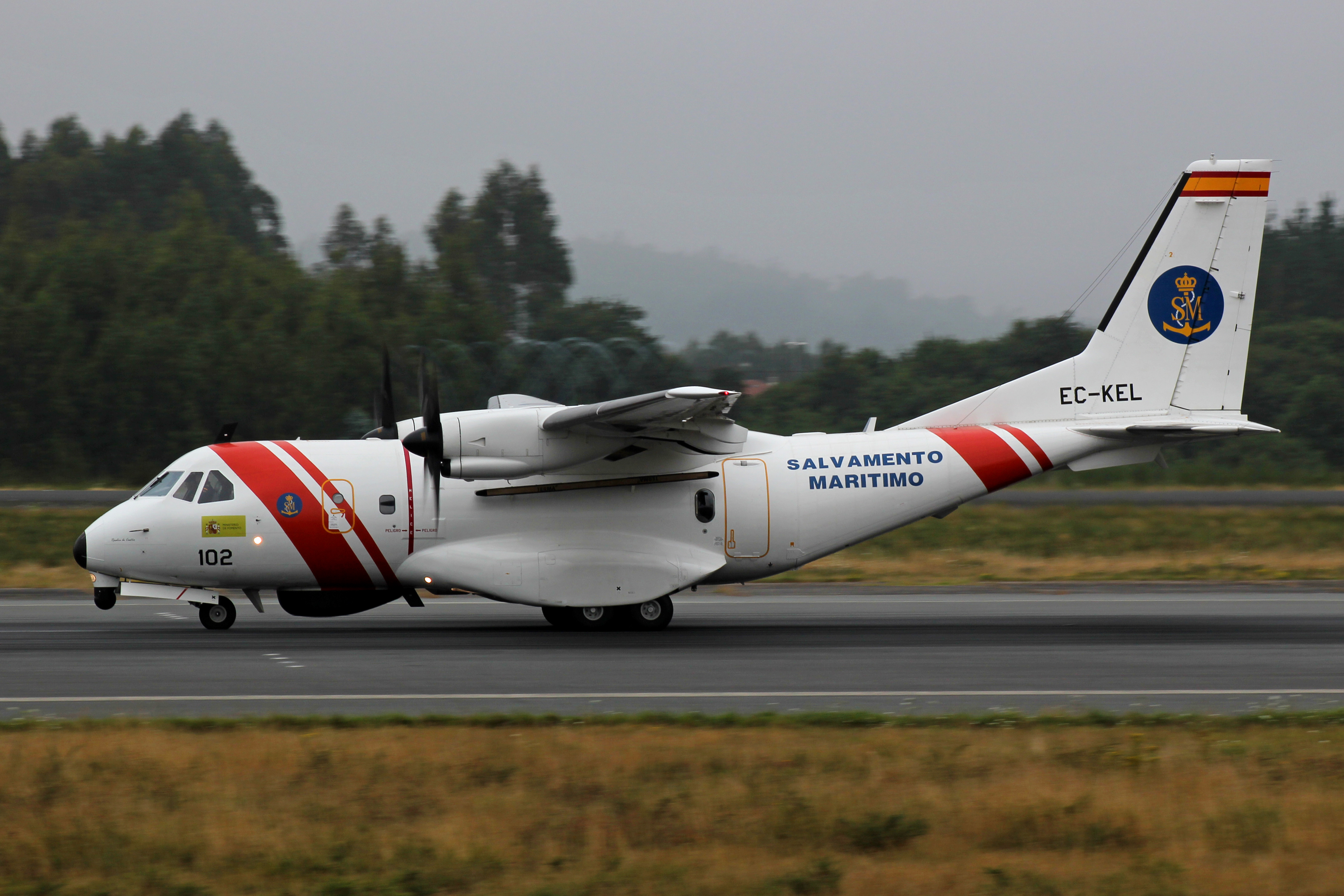
CASA CN-235-300 MP Persuader Sasemar 102, Rosalia de Castro, w Lavacolla

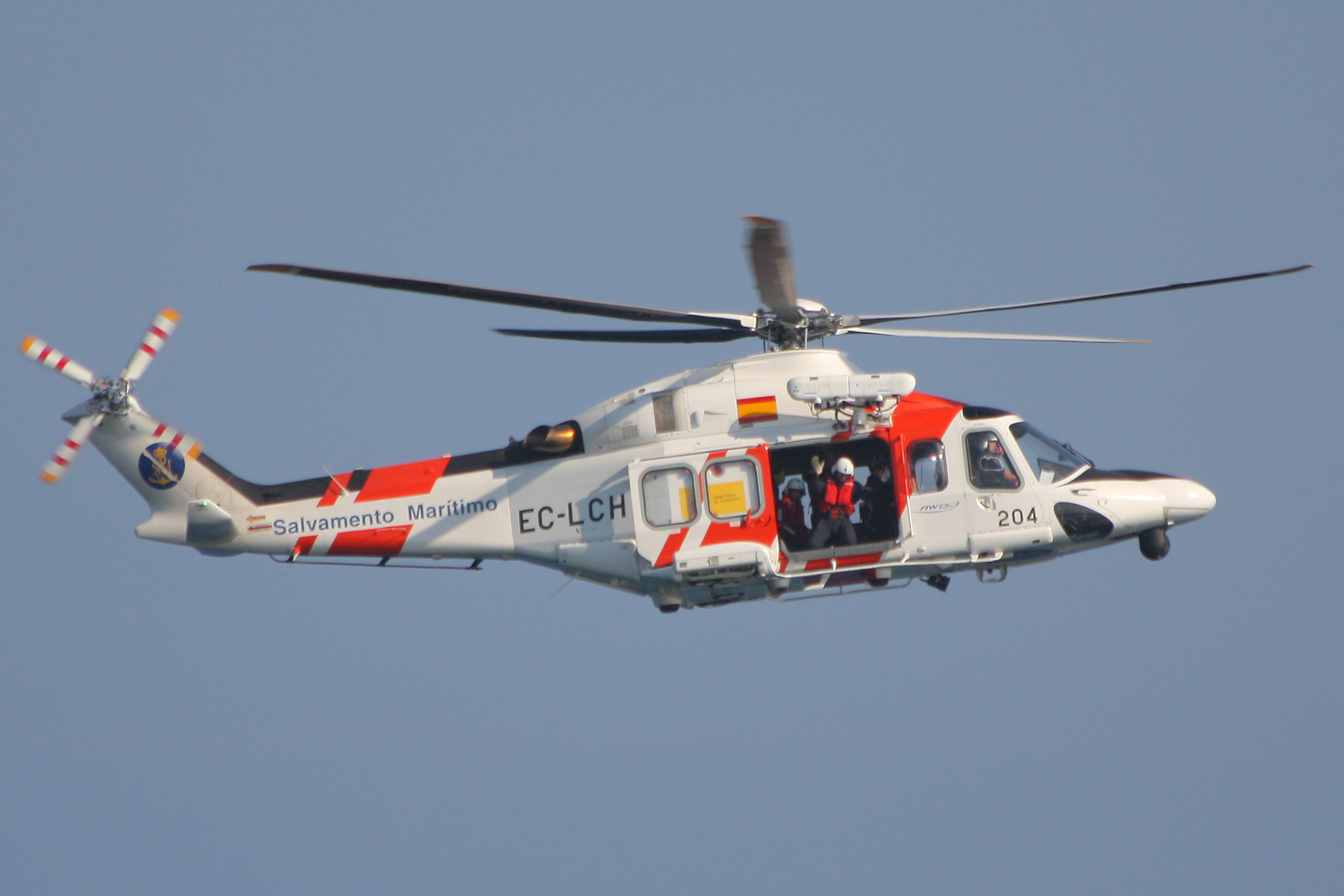
AgustaWestland AW139SAR Helimer 204 podczas Festa al Cel w Barcelonie

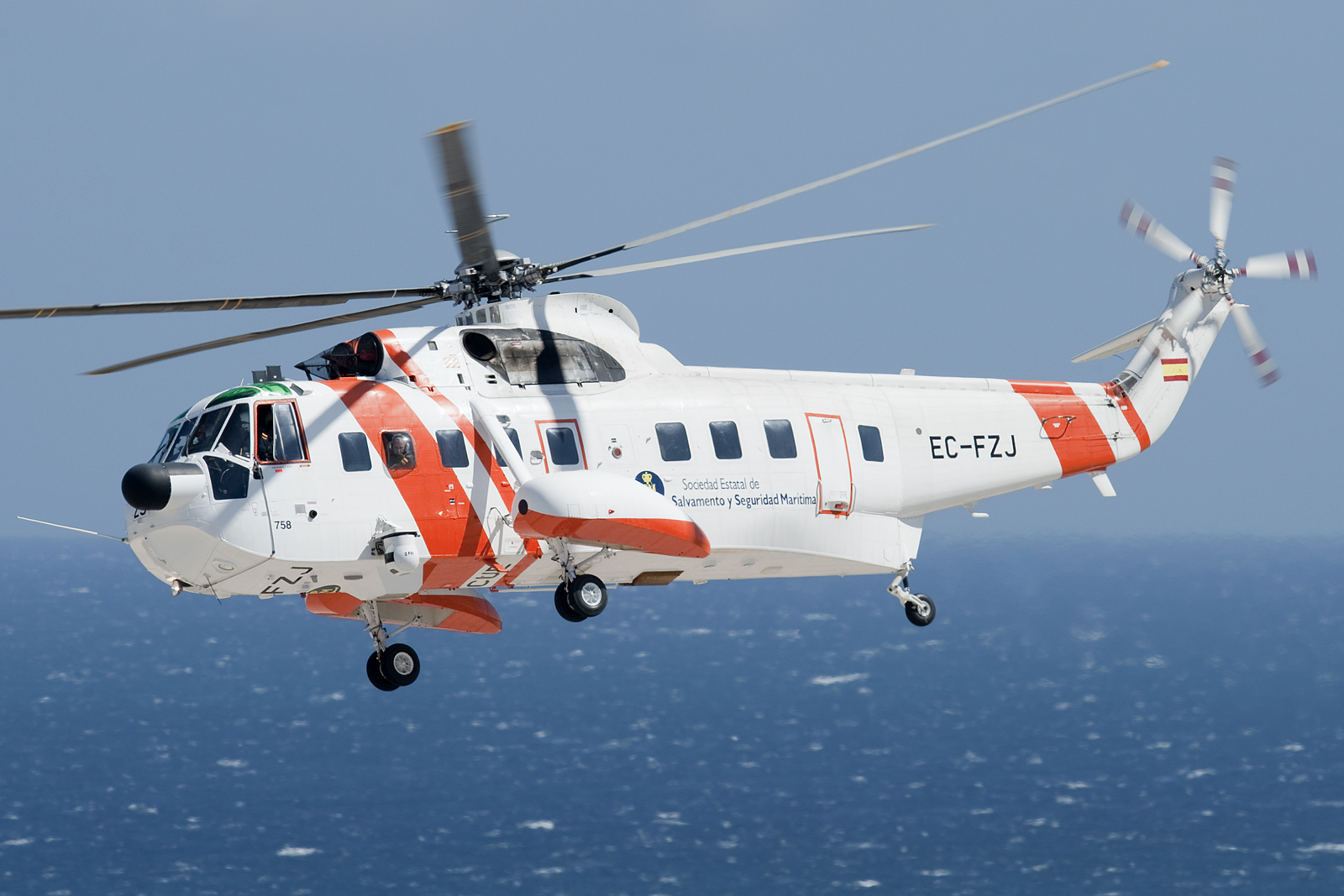
Sikorsky S-61N Mk.II Helimer 208

Środki powietrzne to w sumie jedenaście helikopterów zwanych Helimer i trzy samoloty. 
| Samoloty                    | Pochodzenie              | Rodzaj               | Wersje                  | W służbie | Baza |
| --------------------------- | ------------------------ | -------------------- | ----------------------- | --------- | --- |
| AgustaWestland AW139        | Włochy · Wielka Brytania | Helikopter ratunkowy | AW139 SAR               | 9         | Palma de Mallorca, Tenerife Północ, Walencja, Reus, Santander, Gijón, Almeria, Jerez, Santiago de Compostella |
| Sikorsky S-61               | Stany Zjednoczone        | Helikopter ratunkowy | S-61N Mk.II             | 1         | Gran Canaria                                                                                                  |
| Eurocopter EC225 Super Puma | Unia Europejska          | Helikopter ratunkowy | EC225 SAR               | 1         | La Coruña |
| CASA CN-235-300             | Hiszpania · Indonezja    | Samolot patrolowy    | CN-235-300 MP Persuader | 3         | Walencja, Santiago de Compostela, Gran Canaria                                                                |

## Statystyki
Statystyki udzielonej pomocy i monitorowania ruchu
| Rodzaj pomocy                                 | 2015    | 2016    | 2017    | 2018    |
| --------------------------------------------- | ------- | ------- | ------- | ------- |
| Statki, którym udzielono pomocy               | 3.535   | 5.693   | 4.747   | 5.963   |
| Łodzie z emigrantami, którym udzielono pomocy | 423     | 464     | 1.211   | 2.338   |
| Osoby, którym udzielono pomocy                | 14.413  | 17.921  | 36.079  | 71.796  |
| Uratowani nielegalni imigranci                | 3.421   | 6.726   | 23.135  | 49.688  |
| Statki monitorowane przez VTS                 | 305.270 | 318.000 | 315.033 | 310.162 |